# Juan Ojeda Sanz
Juan Ojeda Sanz (Còrdova 27 de juliol de 1948) és un advocat i polític andalús. És llicenciat en Ciències de la Informació i diplomat en Criminologia.

## Biografia
Com a periodista ingressa al Diario Córdoba el 1970 com a redactor. Des de 1979 s'encarrega de tota la coordinació local i en fou director entre els anys 1982 i 1984. També va dirigir la publicació setmanal Tendillas 7 entre els anys 1977 i 1983.
En 1984 s'incorpora al gabinet tècnic del Govern Civil on li obliguen a fer-se càrrec del gabinet de premsa d'aquesta institució malgrat la seva oposició al càrrec expressada públicament. En 1987 demana l'excedència per dirigir Nuevo Diario fins al 1989.
Dirigeix en 1988 el departament de comunicació de la Confederació d'Empresaris de Còrdova, època en la qual també és secretari regional d'informació i director de les campanyes generals i europees del Centro Democrático y Social. Després de l'ensulsiada del CDS ingressà al Partit Popular, del que en fou president a la província de Còrdova el 1993-1994 i des del 1994 secretari general d'Andalusia. El 1990-1994 fou portaveu de la comissió de Control de Radio y Televisión de Andalucía al Parlament d'Andalusia.
Fou elegit diputat a les eleccions al Parlament Europeu de 1999. De 1999 a 2002 fou membre de la Comissió de Política Regional, Transports i Turisme del Parlament Europeu. El 2005, va ser designat dins del contingent corresponent a la Junta d'Andalusia com a conseller general de CajaSur a proposta del PP, ocupant posteriorment la vicepresidència tercera de l'entitat d'estalvi. En juliol de 2012 fou nomenat director del Col·legi d'Espanya a París pel Ministeri de Cultura.